# Mendota (Kalifornia)
Mendota – miasto w Stanach Zjednoczonych, w stanie Kalifornia, w hrabstwie Fresno. Według spisu ludności przeprowadzonego przez United States Census Bureau w roku 2010, w Mendota mieszka 11 014 mieszkańców.